# Management
Management (['mænɪdʒmənt]; lateinisch manus, „Hand“ und lateinisch agere, „führen“, „an der Hand führen“; deutsch „Führung“) ist ein Anglizismus für jede zielgerichtete und nach ökonomischen Prinzipien ausgerichtete menschliche Handlungsweise der Leitung, Organisation und Planung in allen Lebensbereichen.

## Allgemeines
Management ist also nicht nur auf Unternehmen oder sonstige Personenvereinigungen (etwa Behörden) begrenzt, sondern betrifft auch Teilbereiche der Lebensführung im Privathaushalt (beispielsweise Zeitmanagement). Zentraler Inhalt des Managements ist die Organisation, Vorbereitung und Durchführung von Entscheidungen in einer komplexen Umwelt unter den Bedingungen der vollkommenen Information. Wer in Arbeits- und Handlungssystemen mit Aufgaben des Managements betraut ist, heißt Manager. Er benötigt vor allem Managementkompetenzen, während Führungskräfte insbesondere über Führungskompetenzen verfügen müssen.
Management ist sowohl eine Institution als auch eine Funktion in Organisationen. Als Institution versteht man darunter eine Gruppe von Managern, die in einer Organisationseinheit (vom Vorstand bis zum Meister oder Vorarbeiter) zusammengefasst sind. Management ist darüber hinaus auch eine Funktion, die von Managern als Führungskräfte durch Führungsaufgaben wahrgenommen wird. In angelsächsischen Staaten ist der Manager meist jedoch keine Führungskraft mit Personalverantwortung, sondern ein – allenfalls mit Fachaufsichtsbefugnis betrauter – Fachvorgesetzter. Auch in Deutschland wird inzwischen der Begriff des Managers für Personen ohne Personalverantwortung verwendet („Facility Manager“ ist ein Hausmeister, „Sales Manager“ ein Verkäufer, „Account Manager“ ist Kundenbetreuer, „Risk Manager“ ein Finanzanalyst).

## Geschichte
Die etymologische Wurzel des Wortes Management ist nicht vollständig geklärt. Das englische Verb für „handhaben, bewerkstelligen, etwas bewältigen, leiten, führen“ (englisch to manage) stammt wohl aus dem italienischen „ein Pferd in allen Gangarten üben“ oder „ein Pferd in der Manege führen“ (italienisch maneggiare). Als mögliche Stammbedeutungen kommen lateinisch manus agere ‚an der Hand führen‘ oder lateinisch mansionem agere ‚das Haus (für den Eigentümer) bestellen, haushalten‘ in Frage. Der etymologische Ursprung deutet darauf hin, dass mit Management eine Person Arbeitsabläufe in Bewegung setzen, steuern und lenken kann. Die Verwendung im engeren Sinne ‚etwas führen, leiten‘ ist eine Bedeutungsverengung des jungen deutschen Lehnwortes.
In der Antike gab es bereits durch Hesiod, Xenophon oder Platon beschriebene frühe systematische Ansätze wirtschaftlichen Handelns. Eine erste systematische ökonomische Theorie stammt von Aristoteles, der zielgerichtetes Handeln in der Ökonomie (griechisch οίκος oikos, „Haus“, „Besitz“; griechisch νόμος nomos, „Gesetz“; „nach Gesetzen wirtschaften“) für legitim hielt. Er unterschied zwischen der Verwendung der materiellen Mittel für das gute Leben (griechisch oikonomiké) und dem (naturgemäßen oder naturwidrigen) Erwerb dieser Mittel (griechisch chrematistiké). Die Hauptkonturen seiner ökonomischen Theorie finden sich in seinen Werken Politik und Nikomachische Ethik.
Auch das Mittelalter kannte bereits einige Managementfunktionen bei religiösen, politischen oder militärischen Projekten. Führungsaufgaben nahmen seit jeher in der Kirche beispielsweise die Päpste oder Bischöfe, in der Politik die Staatsmänner oder auch Fürsten und beim Militär die militärischen Vorgesetzten (Feldherren) wahr.
Die „natürliche Ordnung“ (französisch ordre naturel) der Physiokraten war geprägt von Freiheit, Wettbewerb und Privateigentum, was am besten in ihrem 1751 von Vincent de Gournay geprägten Schlagwort „laufen lassen und geschehen lassen“ (französisch laissez-faire, laissez-passer) zum Ausdruck kam. Dieses Schlagwort repräsentiert geradezu das Gegenteil zum Management, welches sogar eingreifen und steuern muss.
Management als Funktion führte erstmals Frederick Winslow Taylor 1911 ein, als er die Planung dem Management vorbehielt und die Ausführung den Arbeitern überließ. Sein 1913 in Deutschland unter dem Titel Die Grundsätze der wissenschaftlichen Betriebsführung erschienenes Buch differenzierte deutlich zwischen dem Management, das Führungskompetenzen wahrnimmt, während die ausführenden Mitarbeiter mit Durchführungskompetenzen betraut sind. Aus diesen Gedanken entwickelte sich die Managementlehre als Teildisziplin der Betriebswirtschaftslehre. Der Franzose Henri Fayol verfeinerte 1916 diesen funktionalen Managementbegriff, indem er die Grundfunktionen Vorschau und Planung (französisch prévoir), Organisation (französisch organiser), Leitung (französisch commander), Koordination (französisch coordonner) und Kontrolle (französisch contrôler) als Managementabfolge festlegte. Fayol wies darauf hin, dass Management gelehrt werden kann.
Für den Betriebswirt Erich Gutenberg bedeutete Management im Jahre 1951 die Planung als ordnender Akt. Konrad Mellerowicz wies 1952 darauf hin, dass der Taylorismus nur einen „kleinen Teil“ der Betriebswirtschaftslehre darstelle.

## Aufgaben
Zu den Führungsaufgaben des Managements und eines Managers gehören Organisation, Planung, Zielsetzung, Entscheidung, Delegation, Koordination, Information, Mitarbeiterbewertung und Kontrolle. Diese Tätigkeiten werden in der Betriebswirtschaftslehre unter dem dispositiven Faktor zusammengefasst. Für Konrad Mellerowicz darf nur eine Person eine Führungsaufgabe übernehmen (unipersonale Führung), denn der Unternehmer „hat die letzte Verantwortung für das Gesamtunternehmen zu tragen“. Er meint damit jedoch, dass nur substanzielle unternehmerische Entscheidungen dem Unternehmer vorbehalten sind, denn er überträgt im Wege der Delegation auch Führungsaufgaben und Führungsverantwortung auf die nachgeordneten Organisationseinheiten des mittleren und unteren Managements.

## Arten
Nach der Hierarchiestufe unterscheidet man das Spitzen-Management (englisch Top-Management: Unternehmensführung wie Vorstand, Geschäftsführung), mittlere Management (englisch Middle-Management: Abteilungsleiter, Betriebsleiter) und das untere Management (englisch Lower Management: Gruppenleiter, Teamleiter, Meister, Vorarbeiter). In der Fachliteratur erfährt der Management-Begriff zuweilen einen engeren Begriffsinhalt, sobald er lediglich auf das Top-Management eingeschränkt wird.
Nach Arbeitsgebieten gibt es im Rahmen wichtiger betrieblicher Funktionen vor allem:
| betriebliche Funktion                   | Managementform         |
| --------------------------------------- | ---------------------- |
| Beschaffung                             | Beschaffungsmanagement |
| Gebäude                                 | Facilitymanagement     |
| Finanzen                                | Finanzmanagement       |
| Konflikte                               | Konfliktmanagement     |
| Krisen                                  | Krisenmanagement       |
| Produktion                              | Produktionsmanagement  |
| Produkte Dienstleistungen               | Produktmanagement      |
| Personal                                | Personalmanagement     |
| Produktqualität Dienstleistungsqualität | Qualitätsmanagement    |
| Risiken                                 | Risikomanagement       |
| Vertrieb                                | Vertriebsmanagement    |
| Wissen                                  | Wissensmanagement      |

## Sonstige Bereiche und Anwendungsgebiete des Managements
Darüber hinaus gibt es u. a. folgende Anwendungsgebiete des Managements:
| Wirtschaftszweig            | Managementform                                           | Erläuterungen |
| --------------------------- | -------------------------------------------------------- | --- |
| Bauwesen                    | Baumanagement                                            | Leitung und Organisation eines Bauvorhabens                                                                              |
| Bildungswesen               | Bildungsmanagement                                       | Initiierung und Steuerung von Lernprozessen in Bildungseinrichtungen                                                     |
| Bildungsprozess             | Bildungsprozessmanagement                                | beschäftigt sich mit Planung, Steuerung und Optimierung von Handlungsabläufen in Bildungsinstitutionen                   |
| Daten                       | Datenmanagement                                          | Maßnahmen und Verfahren zur Behandlung der Ressource „Daten“                                                             |
| Fuhrpark                    | Flottenmanagement                                        | Verwalten, Planen, Steuern und Kontrollieren von Fahrzeugflotten                                                         |
| Luftraumüberwachung         | Flugverkehrsmanagement (englisch Air Traffic Management) | Verwaltung und Überwachung des Luftraumes                                                                                |
| Informationen               | Informations- und Kommunikationsmanagement               | Schaffung einer aufgabenorientierten Informationsverarbeitung und Kommunikation                                          |
| Globalisierung              | Internationales Management                               | Management internationaler Unternehmen                                                                                   |
| Kulturelle Einrichtungen    | Kulturmanagement                                         | Leitung von Kulturbetrieben und -projekten                                                                               |
| Qualifizierung              | Managementkompetenz                                      | funktionsübergreifende Verantwortung                                                                                     |
| Unternehmensprozess         | Managementprozess                                        | Steuerung der Geschäftsprozesse zur Erreichung der Managementziele                                                       |
| Wissenschaft vom Management | Managementlehre                                          | Führung von Organisationen                                                                                               |
| Projekte                    | Projektmanagement                                        | Planen, Steuern und Kontrollieren von Projekten                                                                          |
| Medizin                     | Qualitätsmanagement in der Medizin                       | organisatorische Maßnahmen gemäß SGB V, die zu einer Verbesserung der Prozesse in den medizinischen Einrichtungen führen |
| Regionen                    | Regionalmanagement                                       | Management in der Regionalplanung                                                                                        |
| Privatpersonen              | Selbstmanagement                                         | Management der Lebensführung der eigenen Person                                                                          |
| Sport                       | Sportmanagement                                          | Handlungen und Strukturen, in denen Führungskräfte Sportgüter oder -dienstleistungen anbieten                            |
| Unternehmensstrategie       | Strategisches Management                                 | geplantes Handeln zum Erreichen der Unternehmensziele                                                                    |
| Natur und Jagd              | Wildtiermanagement                                       | Steuerung der Bestandsentwicklung frei lebender Tierarten durch Naturschutz und Jagd (etwa Bibermanagement)              |
| strategische Planung        | Zukunftsmanagement                                       | Vorbereitung auf erwartete Risiken                                                                                       |

Auch die „Management by“-Führungstechniken Management by Delegation, Management by Exception, Management by Objectives, Management by Results oder Management by Walking Around sind Führungsstile des Managements. 

## Algorithmisches Management
Durch ERP-Systeme und Datenanalyse werden heute immer mehr Managemententscheidungen vorbereitet und fundiert. Die Organisation und ihre Prozesse werden dadurch stärker algorithmisiert, d. h. organisatorische Abläufe und Entscheidungen werden algorithmisch kodiert und potenziell durch Rechenkraft ausgelöst und gesteuert. Dadurch wird auch die Machtverteilung zwischen Management und Computersystemen verändert: Entscheidungen werden durch Datenanalyse so vorbereitet, dass sie eigentlich schon getroffen sind, bevor die Entscheider darüber diskutieren. Waren davon zunächst oft nur operative Entscheidungen des unteren und mittleren Managements betroffen, durch die einfache Arbeit gesteuert werden, dürften künftig zunehmend strategische Entscheidungen durch Algorithmen vorstrukturiert werden wie heute schon bei Finanzdienstleistern, Investmentfonds oder Venture-Capital-Unternehmen.
So entwickelte die Venture-Capital-Firma Deep Knowledge Ventures in Hongkong, die im Bereich der Life Sciences und Künstlichen Intelligenz tätig ist, ein Tool namens VITAL (Validating Investment Tool for Advancing Life Sciences), das wissenschaftliche und Finanzdaten analysiert, um die Entscheidungen ihrer Partner und ihres Vorstands zu unterstützen. Ihr US-amerikanisches Tochterunternehmen Transplanetary entwickelte das System SPOCK (Space Program Ontologically Computed Knowledge), das Investitionsstrategien im Bereich der Raumfahrt analysieren soll.